# Zgodovina Slovenije od leta 1945 do leta 1991
Zgodovina Slovenije od leta 1945 do leta 1991 je obdobje slovenske zgodovine, ki je zaznamovano z enostrankarskim sistemom. Začne se z osvoboditvijo, konča pa z razglasitvijo samostojnosti in osamosvojitveno vojno.

## 1945–1953
Na tretjem zasedanju AVNOJ v Beogradu je 10. avgusta 1945 nova Jugoslavija dobila ime Demokratična federativna Jugoslavija (DFJ). Ime se je namerno izognilo omembi državne ureditve nove države, kar naj bi skladno s sporazumom Tito-Šubašić, podpisanem na Visu 16. junija 1944.
Na volitvah v ustavodajno skupščino 11. novembra 1945, kjer meščanske stranke dejansko niso sodelovale, je prepričljivo zmagala Ljudska fronta, katere nosilec je bil Josip Broz Tito. 29. novembra 1945 je ustavodajna skupščina razglasila republiko in spremenila ime države v Federativna ljudska republika Jugoslavija. Slovenija se je takrat imenovala Ljudska republika Slovenija.
17. decembra 1945 je predsedstvo SNOS sprejelo zakon o agrarni reformi in kolonizaciji, s katero so podržavili zemljo tujcev, cerkve, bank in podjetij, okupatorjevih sodelavcev in veleposestnikov. Na ta način so podržavili 266 500 hektarjev zemlje, od katerih sta dve tretjini postali last države, preostalo tretjino pa so razdelili majhnim kmetom. Ustanavljati so se začele zadruge, s čimer se je v Sloveniji začela kolektivizacija.
Decembra 1946 je podržavljanju zemlje sledilo še podržavljanje podjetij. V letu 1946 so tako podržavili okoli 500 podjetij, leta 1948 pa še dodatnih 700. V naslednjem letu se je v celotni Jugoslaviji začela izvajati prva petletka, ki je imela za cilj elektrifikacijo in industrializacijo države . Hkrati s tem so začeli v nekaterih podjetjih v Sloveniji uvajati samoupravljanje, ki so ga nato junija 1950 tudi uzakonili.
Slovenija je 17. januarja 1947 med prvimi sprejela republiško ustavo, ki je uzakonjala republiško vlado, ministrstva in skupščino. Volivci pa so hkrati volili tudi zvezne predstavnike. Kljub vsemu je bila v Jugoslaviji težnja po prevladi centralizma očitna tudi na področju jezika. V armadi se je kot edini poveljevalni jezik uzakonila srbohrvaščina, saj naj bi bila armada nadnacionalna in eksteritorialna. Prav tako se je kot uradni in sporazumevalni jezik na zvezni ravni uporabljala samo srbohrvaščina, slovenščina pa je imela veljavo le na ozemlju Slovenije.
28. junija 1948 je Stalin v posebni resoluciji obtožil Komunistično partijo Jugoslavije (KPJ) za oddaljevanje od marksistične in leninistične ideologije, ter sovražen odnos do Sovjetske zveze (ZSSR) in jo izključil iz te organizacije. Resničen razlog za spopad je bil spor med Stalinom in Titom, ker je slednji po drugi svetovni vojni želel večjo stopnjo samostojnega odločanja v jugoslovanski politiki. Tito je v spor s Stalinom prišel predvsem zaradi prizadevanj, da bi pod svojim vodstvom združil veliko balkansko federacijo vključno z Bolgarijo in Albanijo, kar pa sta poleg Stalina zavračali tudi bolgarska in albanska komunistična partija. Ko Tito kljub zahtevam Stalina ni želel odreči vojaške podpore partizanom na severu Grčije, ki so po koncu druge svetovne vojne skušali v državi prevzeti oblast je prišlo do odkritega spora med Jugoslavijo in Sovjetsko zvezo. Stalin se je zavzemal, da bi lahko imel le on nadzor nad grškimi komunisti. Ker so nekateri jugoslovanski komunisti podprli Stalina je jugoslovanska oblast začela izvajati aretacije in likvidacije tako imenovanih Informbirojevcev. Leta 1949 je Tito ustanovil Goli otok, koncentracijsko taborišče za tiste, ki so ali naj bi podpirali Stalina. V času informbiroja so v Jugoslaviji izključili iz KPJ okoli 60.000 članov, medtem ko so 16.312 ljudi poslali v razna taborišča (Goli otok, Grgur,...).
V istem času so se začeli v Sloveniji med kulturniki in tudi med ostalimi intelektualci pojavljati dvomi o pravilnosti represivne politike, ki se je izvajala v celotni državi. Eden glavnih nasprotnikov takih metod je bil Edvard Kocbek, ki je leta 1951 na kongresu OF javno skritiziral državno politiko, zaradi česar so ga izključili iz partije. Njegov govor pa je kljub temu pripomogel k temu, da se je sodna in ideološka represija v državi nekoliko umirila.
Naslednje leto se je na 6. kongresu KPJ nekoliko reorganizirala in se preimenovala v Zvezo komunistov Jugoslavije.

### Povojni poboji
Po zmagi partizanske vojske in podpisom nemške kapitulacije se je v Sloveniji začela Komunistična partija utrjevati na oblasti. Prva težava, s katero so se morali soočiti so bili poraženi vojaki kolaboracionističnih enot, ki so se pred napredujočimi partianskimi enotami umaknili v Avstrijo, kjer so jih zavezniki zaprli v taborišča in jih obravnavali kot vojne ujetnike. 15. maja 1945 je britanski general Patrick Scott ukazal izročitev vseh kvizlinških vojakov Jugoslovanski armadi, katere poveljnik je bil Danilo Basta, politični komisar 51. vojvodinske divizije. Poleg vojakov so izročili tudi civiliste. Največ teh ljudi je bilo ubitih v naslednjih tednih.
Le manjši del vojakov in civilistov so pobili v okolici Pliberka; največ jih je umrlo na pohodih skozi Jugoslavijo ter v ujetniških taboriščih. Veliko izročencev je umrlo v pobojih v Kočevskem Rogu.

### Rupnikov proces
21. avgusta 1946 se je v Ljubljani začel sodni proces proti okupatorjevim sodelavcem in izvajalcem okupatorjeve politike, ki je dobil ime po prvoobtoženem, ljubljanskem županu in prezidentu Ljubljanske pokrajine, Leonu Rupniku. Obtožnica je vsebovala enajst točk. Na procesu je bil Leon Rupnik spoznan za krivega izdaje in sodelovanja z okupatorjem. Proces se je končal 30. avgusta, poleg nekaj dolgotrajnih zapornih kazni pa so bile izrečene tudi tri smrtne. Na smrt z obešenjem so obsodili SS-Obergruppenführerja Erwina Rösenerja in Lovra Hacina. Leon Rupnik je bil obsojen na usmrtitev pred strelskim vodom.

### Nagodetov proces
Maja 1947 je slovenska tajna policija UDBA aretirala 32 visoko izobraženih intelektualcev. Med njimi so bili nekateri nekdanji člani KPS, večina pa je bila liberalnih demokratov, ki so bili naklonjeni parlamentarnim demokracijam na Zahodu. Med aretiranimi so bili Črtomir Nagode, Ljubo Sirc, Leon Kavčnik, Boris Furlan, Zoran Hribar, Angela Vode, Metod Kumelj, Pavla Hočevar, Svatopluk Zupan, Bogdan Stare, Metod Pirc, Vid Lajovic, Franjo Sirc, Elizabeta Hribar, sredi procesa pa so priključili še Franca Snoja. Dva meseca so jih zasliševali in mučili v ljubljanskih zaporih. Politbiro Centralnega komiteja KPS je aretirane v slovenskih medijih označil kot  peščico špijonov, razrednih sovražnikov, plačancev inozemstva, ki nimajo nobene politične vsebine in katerih delo je brez vsake politične osnove škodovati ljudski oblasti. Proti 15 obtoženim se je 29. julija začelo sojenje, katerega vsebino so oblasti prek posebnih zvočnikov na ljubljanskih ulicah predvajale državljanom. Proces je dobil ime Nagodetov proces. Po 13 dneh sojenja, 12. avgusta so tri obtožene, med njimi Črtomirja Nagodeta, obsodili na smrt s streljanjem, ostale na visoke zaporne kazni, s prisilnim delom in odvzemom vseh državljanskih pravic. Dva od obsojenih sta izvršila samomor.

### Dachauski procesi
Med majem 1947 in oktobrom 1949 je bilo v Sloveniji enajst sodnih procesov proti bivšim zapornikom koncentracijskih taborišč Dachau in Buchenwald, ki so jih obtožili, da so v taborišču postali sodelavci Gestapa.

#### Procesi
- predhodni proces – Puflerjev proces (maj 1947)
- 1. dachavski proces (april 1948)
- 2. dachavski proces – proces proti Jožetu Mavcu in Francu Malenšku (maj 1948)
- 3. dachavski proces – proces proti Mitji Sark (maj 1948)
- 4. dachavski proces – proces proti Francu Žumru in Alojzu Veršniku (maj 1948)
- 5. dachavski proces – proces proti Janku Ravnikarju (julij 1948)
- 6. dachavski proces – proces proti Kopaču, Bohincu, Brezarju in Vidmarji (avgust 1948)
- 7. dachavski proces – proces proti Reziki Barle (avgust 1948)
- 8. dachavski proces – proces proti Figarju in Ranzingerju (junij 1949)
- 9. dachavski proces – proces proti Marčanu (september 1949)
- 10. dachavski proces – proces proti Fakinu, Mrzelu in Petraku (oktober 1949)

V času preiskave so obravnavali 7.380 Slovencev in 2.144 tujcev, od katerih je bilo 37 oseb obsojenih, proti trem so ustavili preiskovalni postopek, trije pa so umrli med preiskavo.

### Svobodno tržaško ozemlje
1. maja 1945 je v Trst vkorakala 4. armada jugoslovanske vojske s slovenskim 9. korpusom NOV in POJ in ga zasedla.
Na seji zunanjih ministrov štirih velesil maja 1946 je obveljal francoski predlog, ki je predvideval ustanovitev Svobodnega tržaškega ozemlja (STO), na podlagi katerega je 21 predstavnikov držav 10. februarja 1947 v Parizu podpisalo mirovni sporazum z Italijo (Pariška mirovna pogodba). Sporazum je stopil v veljavo 15. septembra 1947. Z njim je bilo uradno ustanovljeno Svobodno tržaško ozemlje (STO). Razdeljeno je bilo na dve območji. Uradna jezika sta bila slovenščina in italijanščina. Cona A, ki je vključevala Trst, je bila pod vojaško upravo britanskih zavezniških sil, cona B, ki je zajemala Slovensko primorje in Istro, pa Jugoslovanska armada. STO tako ni nikoli zares delovalo kot enotna država, kljub temu pa je izdajalo svoj denar in poštne znamke. Ozemlje cone B STO je obsegal Istrski okrožni ljudski odbor s sedežem v Kopru, ki se je delil še na okraja v Kopru in Bujah. Ozemeljsko je cona B STO obsegala upravno-teritorialne enote v obsegu avstrijske upravne razdelitve Istre iz leta 1910 na občine in katastrske občine.
S Spomenico o soglasju iz leta 1954 (t. i. londonski sporazum) je bila prenešena začasna civilna administracija cone A italijanski vladi in cona B jugoslovanski vladi. osimskim sporazumom, ki sta ga podpisali Socialistična federativna republika Jugoslavija in Republika Italija 10. novembra 1975 v italijanskem mestu Osimo ni bilo nikoli potrjeno iz strani združenih narodov. V veljavi je še vedno 16. resolucija združenih narodov

## 1953–1963
Začetek reform, ki naj bi Jugoslavijo politično prestavil iz državnega v demokratični socializem označuje Ustavni zakon o temeljih družbene in politične ureditve države, ki so ga januarja 1953 potrdile zvezna in republiške skupščine. Ta zakon je spreminjal ustavo iz leta 1946 in razglašal za temelje jugoslovanske ureditve družbeno lastnino in samoupravljanje ter v ustavo uvajal pojem socializem. V istem letu se je Ljudska fronta preimenovala v Socialistično zvezo delovnega ljudstva (SZDL), ki naj bi združevala celotno delovno ljudstvo.
V istem letu so razpustili Antifašistično fronto žensk in namesto nje ustanovili Zvezo ženskih društev.
S smrtjo sovjetskega diktatorja Stalina v letu 1953, so se ponovno izboljšali odnosi Jugoslavije s Sovjetsko zvezo, ki so bili slabi vse od Titovega odmika od stalinistične politike v poznih štiridesetih letih. Otoplitev odnosov je pomenila zaustavljanje procesov demokratizacije socializma v Jugoslaviji, čemur se je od pomembnejših politikov javno uprl le Milovan Đilas, ki je bil od decembra 1953 predsednik zvezne skupščine. Ta je januarja 1954 v enem svojih govorov javno izjavil, da so Zveza komunistov in njej podrejene organizacije le ovira pri uveljavljanju prave demokracije v državi. Posledično so Đilasa januarja 1954 izključili iz Zveze komunistov in ga v veliki politični kampanji poskušali očrniti v očeh javnosti. Leta 1956 je bil Đilas aretiran zaradi pisanja in podpore Madžarski revoluciji in obsojen na devet let zapora. Leta 1958 je napisal svoje spomine, z naslovom "Dežela brez pravice" in bil aprila 1962 ponovno zaprt zaradi objave "Pogovorov s Stalinom".
Leto 1953 je v Sloveniji zaznamovalo tudi sprejetje zakona o pravnem položaju verskih skupnosti, ki je vsaj delno urejal odnose med Cerkvijo in državo. V naslednjih letih je oblast pomilostila tudi nekatere zaprte duhovnike in zagotovila nekatere subvencije Teološki fakulteti, ki je bila od izključitve iz univerze organizirana kot zasebna cerkvena šola.
Odnosi s Sovjetsko zvezo so se ponovno poslabšali po sovjetskih intervencijah na Poljskem in Madžarskem leta 1956.
Leta 1958 so v Sloveniji nadaljevali z nacionalizacijo. Po zemlji in podjetjih so v tem letu podržavili še okoli 5000 stanovanjskih in poslovnih zgradb ter okoli 100.000 parcel.
Leto 1958 je prineslo prvo povojno delavsko stavko, ko je okoli 4000 nezadovoljnih rudarjev v Trbovljah in Hrastniku stavkalo proti nizkim plačam, upravi rudnikov ter zvezni vladi zaradi samovoljnega povišanja cen premoga.

## 1963–1974
Z novo ustavo je bila 7. aprila 1963 država preimenovana v Socialistično federativno republiko Jugoslavijo (SFRJ), Slovenija pa je dobila naziv Socialistična republika Slovenija.
Leto 1964 so v Sloveniji zaznamovali študentski nemiri ob prepovedi izdajanja revije Perspektive. Oblasti so takrat na zaporno kazen obsodile enega od ključnih ljudi pri reviji, Jožeta Pučnika.
Leta 1965 se je začela nova gospodarska reforma, katere cilj je bil modernizirati in bolj tržno usmeriti jugoslovansko gospodarstvo, za kar so se v največji meri zavzemali Edvard Kardelj in drugi zagovorniki »slovenske smeri« v jugoslovanski vladi. Začetek reforme je bila denominacija dinarja, katerega vrednost je padla za 66%. Kljub vsem naporom, ki jih je vlada vložila v reforme gospodarstva, pa se le-to ni okrepilo. Tako je do konca šestedestih let postalo jasno, da je reforma propadla. Edina dobra stvar za Jugoslavijo, še posebej pa za Slovenijo, je bilo odprtje mej in prost pretok blaga, kar je bil edinstven primer med socialističnimi državami.
Leta 1969 je bil sprejet nov zakon o ljudski obrambi, ki je oborožene sile razdelil na JLA in Teritorialno obrambo. Formacijska organiziranost TO je bila v domeni posamezne republike, ki je imela tudi delno pristojnost. Financiranje organizacije je bila dolžnost posamezne republike, pa tudi posamezne občine in delovnih organizacij. Tovrstna organiziranost je v vrstah JLA naletela na neodobravanje, saj je šlo pri tem za omejevanje pristojnosti armade. Še posebej je bilo v njihovih očeh problematično opremljanje TO, ki so ga prevzele republike same. V Sloveniji se je vodstvo odločilo, da bodo občine za opremljanje TO namenile 0,5% družbenega proizvoda ter, da je potrebno TO oborožiti z najsodobnejšim orožjem in opremo, ki pa ga v Jugoslaviji niso mogli zagotoviti. Zato so se odločili, da vojaška sredstva poskusijo nabaviti v tujini. Za nabavo v tujini je bilo potrebno zbrati veliko količino deviz, pri čemer je pomagala Ljubljanska banka, ki je zbirala denar prek podjetij, poleg tega pa je republika sama začela na črno prodajati cigarete.
Obvestila o teh ukrepih so kmalu prišla do Beograda in do Tita samega, ki je avgusta leta 1969 zahteval pojasnila o tem od slovenskih oblasti. Pojasnila so za nekaj let pomirila zvezno oblast. Nato so leta 1972 po naključju odkrili skrivni sklad Glavnega štaba TO. V preiskavah niso mogli odkriti krivca za situacijo, nato pa sta odgovornost za to prevzela tedanji poveljnik TO Bojan Polak-Stjenka ter politični komisar Glavnega štaba za splošni ljudski odpor Socialistične republike Slovenije Albert Jakopič, ki sta po seji sekretariata centralnega komiteja ZKS decembra 1973 napisala odstopni izjavi, 7. februarja 1974 pa sta bila razrešena.

### Boj za slovenski jezik
Do sredine šestdesetih let se je v Jugoslavijo kot uradni jezik vseh ustanov uveljavila srbohrvaščina, ki je slovenščino začela izpodrivati tudi na kulturnem področju. Prvi so se temu uprli v kinematografiji, kjer so najprej dosegli, da so se začeli plakati za filme tiskati tudi v slovenščini, od leta 1962 pa se je povečalo število filmov s slovenskimi podnapisi. To je doseglo Kinematografsko podjetje Ljubljana, ki ni hotelo podpisati pogodbe brez klavzule, da lahko filme brez slovenskih podnapisov zavrne.
21. aprila 1965 je proti uporabi izključno srbohrvaščine v Sloveniji uprl tudi izvršni odbor SZDL Slovenije, ki je jasno opozoril, da je v Sloveniji domač jezik samo Slovenščina ter, da je v veljavnih predpisih to že zapisano.
Naslednji korak v boju za slovenski jezik v Jugoslaviji je storilo Društvo slovenskih književnikov, ki je leta 1965 sprejelo spremembo pravil, v katerih so zapisali, da lahko izstopijo iz Zveze književnikov Jugoslavije. Takrat se je društvo tudi preimenovalo v Društvo slovenskih pisateljev. Zahtevali so tudi dosledno uporabo slovenščine v javnih občilih, pa tudi prenehanje uporabe cirilice v Sloveniji.

## 1974–1980
21. februarja 1974 je bila sprejeta nova ustava, ki je državo še bolj decentralizirala. Ustava je republike definirala kot države in jim dala relativno visoko ekonomsko samostojnost. Narodi, ki so sestavljali Jugoslavijo so tako dobili deklarativno državnost ter visoko stopnjo avtonomije. Nova ustava je tudi določala, da se o vseh skupnih zadevah odloča samo s konsenzom.
Že 1. člen ustave je govoril: »Socialistična federativna republika Jugoslavija je zvezna država kot državna skupnost prostovoljno združenih narodov in njihovih socialističnih republik ter socialističnih avtonomnih pokrajin Kosova in Vojvodine v sestavi Socialistične republike Srbije, ki temelji na oblasti in samoupravljanju delavskega razreda in vseh delovnih ljudi, ter socialistična samoupravna demokratična skupnost delovnih ljudi in občanov ter enakopravnih narodov in narodnosti.«
Slovenija je z novo ustavo tako dobila relativno ekonomsko samostojnost, vendar pa je ustava v 258. členu določala: »Federacija ima poseben sklad za kreditiranje hitrejšega razvoja gospodarsko manj razvitih republik in avtonomnih pokrajin. Zvezni zakon določa gospodarsko manj razvite republike in avtonomni pokrajini, stalne vire sredstev sklada, posebne pogoje za kreditiranje iz teh sredstev in način poslovanja sklada. Za potrebe sklada federacije za kreditiranje hitrejšega razvoja gospodarsko manj razvitih republik in avtonomnih pokrajin lahko organi federacije razpisujejo obvezna posojila. Republiki in avtonomni pokrajini, ki ne more s svojimi sredstvi financirati družbenih in drugih služb v republiki oziroma avtonomni pokrajini, zagotavlja federacija potrebna sredstva pod pogoji, ki jih določa zvezni zakon.«
Ta in ostali členi ustave ter ostala zakonodaja je v najbolj razviti republiki Jugoslavije začela zbujati nezadovoljstvo, s čimer je povezan začetek politične krize, ki se je še stopnjevala s smrtjo Edvarda Kardelja, ki je umrl 10. februarja 1979.

### Šolske reforme
Leto 1974 je prineslo reformo srednješolskega sistema in ukinitev gimnazij, kar je v Sloveniji naletelo na precejšen odpor. Slovenska skupščina je zakon ratificirala šele leta 1980, pa tudi po sprejetju zakona je bila reorganizacija srednjega šolstva manj radikalna kot v drugih republikah.
Drugi del šolskih reform je obsegal nov zakon o visokem šolstvu, ki je omogočil politiki vmešavanje v univerzo, saj je med drugim določal, da mora biti univerzitetni profesor ne le dober strokovnjak, temveč mora biti tudi »moralno in politično neoporečna oseba«. Poleg slabosti pa je novi zakon omogočil, da se je Združenje visokošolskih zavodov v Mariboru oblikovalo v drugo slovensko univerzo.

### Verska politika
Leta 1976 je bil v Sloveniji sprejet nov zakon o verskih skupnostih, ki je Cerkvi prvič po vojni spet dal nekaj več svobode. Tako so po novem zakonu verske skupnosti smele ponovno obnavljati in graditi cerkvene objekte, širitev verskega tiska ter založniško dejavnost. Zakon je v osmem členu celo določal: »Ni dovoljeno prepovedovati občanom udeleževati se verskih obredov in drugih izražanj verskega prepričanja in verskih čustev, kakor tudi ne, prisiliti pripadnika verske skupnosti, da ne bi uporabil pravic ali izpolnjeval dolžnosti, ki jih ima kot občan po ustavi in zakonu.«. Ta zakon je bistveno izboljšal položaj Cerkve, ni pa ji povsem povrnil moči, ki jo je imela v državi pred drugo svetovno vojno. Zakon je ostal v veljavi vse do leta 2007.

## 1980–1989
4. maja 1980 je v ljubljanskem Kliničnem centru umrl predsednik Josip Broz Tito, kar je povzročilo poglobitev politične krize v državi. Poleg politične krize se je začela vse bolj kazati tudi gospodarska kriza, Narodna banka Jugoslavije pa je že mesec dni po Titovi smrti, pod pritiskom mednarodnih bančnih ustanov, razvrednotila dinar. Vrednost jugoslovanske valute je padla za 30%, kar je močno vplivalo na gospodarstvo države, saj je bil zaradi devalvacije otežen uvoz. Da bi preprečila odtekanje deviz v tujino, je jugoslovanska vlada leta 1982 dodatno uvedla t. i. depozit za prehod državne meje. To je pomenilo, da je moral vsak državljan za prestop državne meje plačati takso, ki mu jo je država nato vrnila po enem letu od prestopa meje. Depozit je bilo potrebno plačevati do leta 1984.
Leta 1981 je v Krškem začela delovati jedrska elektrarna.
Zaradi pomanjkanja naftnih derivatov je jugoslovanska vlada leta 1982 uvedla bone za nakup goriva. Vsak zasebni lastnik vozila je po tem predpisu lahko mesečno kupil le 40 litrov goriva, kar je posledično vplivalo na razmah črnega trga.
Nezadovoljstvo z vladnimi ukrepi je bilo veliko tudi v Sloveniji, saj je imela v tistem času najbolj stabilno in najbolj uspešno gospodarstvo, ki so ga ukrepi vlade slabili.
Slovenski politiki so imeli tudi v tem času pomembne funkcije v vladi. Leta 1982 je postal Stane Dolanc zvezni minister za notranje zadeve, Mitja Ribičič pa predsednik predsedstva Komunistične partije. Sergej Kraigher je postal predsednik zvezne komisije za gospodarsko stabilizacijo, ki pa je spodletel zaradi prevelikih političnih razlik med republikami. Vse globlji je bil namreč razkol med federalisti, med katerimi sta imeli glavno vlogo Slovenija in Hrvaška ter centralisti, kjer so bili najglasnejši zagovorniki Srbi.

## 1989–1991
24. februarja 1989 so protestno zborovanje v podporo stavkajočim kosovskim rudarjem organizirale novo ustanovljene politične stranke, ki se jim je prvič pridružila tudi slovenska oblast in druge opozicijske skupine. Dogodek je zgodovinskega pomena, ker so takrat kot govorniki skupaj prvič nastopili predstavniki vladajoče Komunistične partije in opozicijski voditelji.
Slobodan Milošević, predsednik Srbije, je za 1. december 1989 poskušal v Ljubljani organizirati t. i. Miting resnice, ki pa so ga predstavniki slovenske oblasti ob pomoči Ministrstva za notranje zadeve, Službe državne varnosti, slovenske milice in drugih služb v dobro koordinirani in izpeljani akciji uspeli preprečiti.
Nova prelomnica v zgodovini Slovenije in Jugoslavije je bil 14. izredni kongres ZKJ, ki je potekal od 20. do 24. januarja 1990. Ta je pomemben zato, ker ga je slovenska delegacija predčasno zapustila ter s tem povzročila razpad ZKJ.
April 1990 je bil odločilna prelomnica za samostojnost in neodvisnost Slovenije. Takrat so bile prvič v zgodovini organizirane večstrankarske volitve v Sloveniji, na katerih je zmagala Demokratična opozicija Slovenije (DEMOS), v katero so bile združene opozicijske demokratične politične stranke t. i. slovenske pomladi.
Volitvam je sledil poskus razorožitve slovenske Teritorialne obrambe, ki se je zgodil maja 1990.
Slovenska skupščina je 2. julija 1990 sprejela Deklaracijo o suverenosti, ki ji je sledil plebiscit o samostojnosti in neodvisnosti republike Slovenije 23. decembra 1990.
Prvi spopad TO in JLA se je zgodil v učnem centru v Pekrah 23. maja 1991, čemur je sledila Slovenska osamosvojitvena vojna.
Prva slovenska ustava je bila sprejeta na prvo obletnico plebiscita, 23. decembra 1991. Ustavni zakon za njeno izvedbo, pa je določal, da morajo biti volitve v novo, dvodomno skupščino izpeljane najkasneje v enem letu.
Posledica priprav na volitve je bilo povečanje trenja v Demosu, saj so se začele v njem zbrane politične stranke pripravljati na samostojen boj za mesta v skupščini in na morebiten prevzem oblasti. Zaradi vse večjih notranjih nesoglasij so se konec decembra 1991 voditelji vseh strank Demosa odločili, da koalicijo razpustijo. Uradno je Demos razpadel 30. decembra 1991.